# IC 770
IC 770 ist eine elliptische Galaxie vom Hubble-Typ E mit ausgedehnten Sternentstehungsgebieten im Sternbild Jungfrau auf der Ekliptik. Sie ist schätzungsweise 50 Millionen Lichtjahre von der Milchstraße entfernt.
Das Objekt wurde am 3. Juni 1893 vom französischen Astronomen Stéphane Javelle entdeckt.